# Yang Xi
Yang Xi (楊羲, 330–c. 386), nome de cortesia Xihe (羲和, uma divindade solar mitológica), foi um estudioso, calígrafo e místico da dinastia Jin Oriental, mais conhecido pelas "revelações de Shangqing", que foram supostamente ditadas a ele por divindades taoístas entre 364 e 370. O polímata taoísta Tao Hongjing posteriormente compilou e redigiu os textos revelados de Yang no Zhen'gao (真誥, "Declarações dos Aperfeiçoados"), compêndio de c. do ano 499, que formou as bases da Escola Shangqing do taoismo.

## Vida

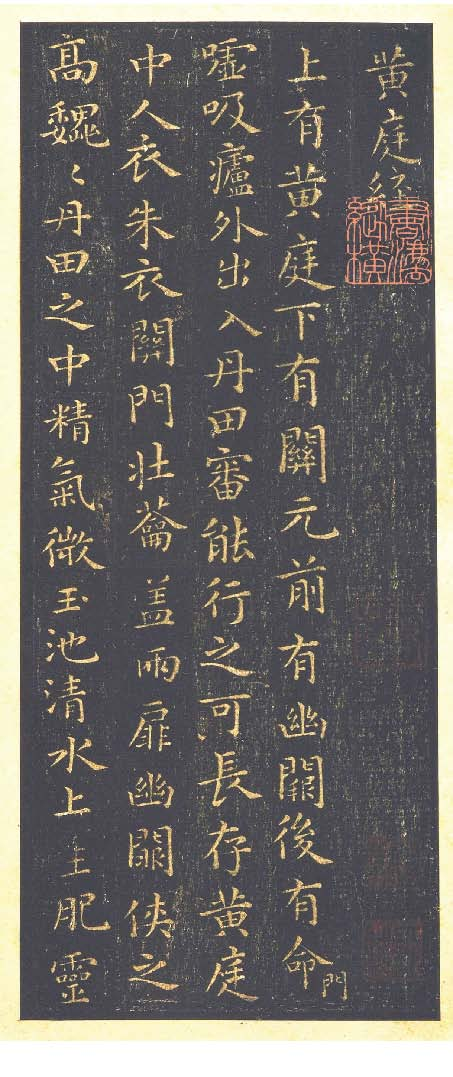
Fricção de pedra da Huangting jing (黃庭經, "Escritura da Corte Amarela") (1603) de Dong Qichang, atribuída a Wang Xizhi, mas que Dong disse ter sido modelada com base na caligrafia de Yang Xi.

A vida de Yang Xi estava intimamente entrelaçada com a família aristocrática Xu (許) em Jurong, Jiangsu. Ele foi empregado como o médium/xamã da família e conselheiro espiritual doméstico quando os Aperfeiçoados instruíram Yang a transmitir os manuscritos da revelação para Xu Mi (許謐), um oficial da corte do Imperador Ai de Jin, e seu filho Xu Hui (許翽). A sinóloga Isabelle Robinet destaca que Yang Xi era um místico ou um visionário, e não um médium. Contrastando com um simples médium que supostamente transmite informações de um deus ou espírito, Yang Xi produziu um sistema religioso abrangente com escrituras sagradas, filosofia e práticas. Além disso, ele era altamente culto, um excelente calígrafo e bem informado sobre os clássicos chineses e as escrituras budistas disponíveis no século IV 
O médium anterior da família Xu, Hua Qiao, havia abandonado a crença em deuses mundanos e revelara indevidamente as instruções secretas, sendo punido em não poder mais comunicar com espíritos ou receber os Aperfeiçoados, o que o levou a ser substituído por Yang Xi.
Poucos fatos históricos são conhecidos sobre a vida de Yang Xi, e a maioria das informações vem de seus próprios textos revelados. O Zhen'gao, por exemplo, é o único registro antigo das datas de nascimento e morte de Yang; diz que quando ele foi prometido à celeste Consorte An em 365, ele lhe disse que havia nascido em outubro de 330 e tinha 36 anos. A data real de sua morte é desconhecida; Tao Hongjing aceita a previsão reveladora de que Yang ascenderia aos céus "em plena luz do dia" em 386, evitando assim a morte no alegado fim do mundo próximo em 392, Yang teve uma conexão inicial com o taoismo em 350 quando o filho mais velho de Wei Huacun, Liu Pu (劉璞), deu a Yang um manuscrito da Escola Lingbao Wufu xu (五符序, "Prolegômenos aos Cinco Talismãs do Tesouro Numinoso"). Embora Tao tivesse cópias do jiapu de Xu (家譜, Genealogia da Família), ele preferia confiar no conteúdo profético das próprias revelações; os registros da família diziam que Xu Mi morreu em 373, mas Tao afirmou a data 376, quando fora previsto que ele entraria no céu de Shangqing.
Ao contrário da vida de Yang, temos informações detalhadas sobre a família Xu em fontes mais confiáveis, como a história dinástica oficial do Livro de Jin. Os Xus estavam estabelecidos em Jurong desde 185 EC, quando Xu Guang (許光) se juntou à migração para o sul durante o declínio da dinastia Han Oriental. De 317 a 420, Jurong foi a capital de Jin Oriental Jiankang (moderna Nanquim), onde muitos membros da família Xu serviram como funcionários do governo.
O chefe da família, Xu Mai (許邁, 300–348), cujo pai Xu Fu (許副) havia se convertido ao Caminho dos Mestres Celestiais, renunciou à sua carreira oficial e passou a praticar a "alquimia externa" waidan, exercícios daoyin e meditação taoistas. Ele era um discípulo de Bao Jing (260–330), o professor e sogro de Ge Hong, e do jijiu (祭酒, "Realizador de Libação") do Caminho dos Mestres Celestiais da família Xu, Li Dong (李東). Em 346, Xu Mai mudou seu nome para Xu Xuan (許玄), viajou a montanhas sagradas, e foi dito que se tornou um xian "transcendente; imortal" e desapareceu. A localização incerta é dada como Chishan (赤山) em Rongcheng, Shandong ou Xishan (西山) em Lin'an, Zhejiang.
Yang Xi contou ao irmão mais novo de Xu Mai, Xu Mi (許谧, 303–376), que os Aperfeiçoados disseram que a família Xu teria um papel importante nas revelações. Ela se tornou patrona de Yang e ajudou a transmitir os textos proféticos. Em 367, Yang informou Xu Mi sobre a profecia de Mao Ying de que em nove anos ele seria transferido da burocracia terrena para começar sua posição honorária no Céu de Shangqing. Apesar das repetidas advertências celestiais, Xu completou sua carreira oficial na capital como Oficial Sênior ao Exército Defensivo. Ele posteriormente se mudou para Maoshan (茅山) ou Monte Mao, cerca de 15 milhas a sudeste da casa da família em Jurong, onde ele havia erguido uma jìngshì (靜室, "Câmara Silenciosa") de madeira, que servia como seu oratório para meditação e adoração.
O terceiro filho de Xu Mi, Xu Hui (許翽, 341–c. 370), por outro lado, renunciou ao cargo oficial de Assistente para Apresentação de Contas, devolveu sua esposa à família e aposentou-se no retiro de seu pai no Monte Mao em 362. Excelente calígrafo, tornou-se amigo íntimo de Yang Xi e dedicou-se ao estudo e à prática das escrituras reveladas. Em 370, Yang teve um sonho profético com uma "convocação intempestiva" que garantiu a Xu Hui uma posição oficial privilegiada aguardando por ele no Mundo Além. Logo depois, ele aparentemente bebeu um elixir alquímico venenoso para cometer "suicídio ritual" como um meio de se juntar às fileiras dos imortais no Céu de Shangqing.
Depois que a esposa de Xu Mi morreu em 362, a família Xu contratou o médium Yang Xi para estabelecer contato com seu espírito. Ela explicou a organização básica do céu e apresentou Yang a outras figuras espirituais. Xu Mi apresentou Yang Xi ao Príncipe de Langye (琅琊) Sima Yu (司馬昱, 320–372, mais tarde Imperador Jianwen de Jin), que o empregou como Secretário Doméstico e Ministro da Instrução.
Entre 364 e 370, Yang Xi teve uma série de visões à meia-noite em que zhenren ("Aperfeiçoados") do Céu da Suprema Pureza de Shangqing apareceram para ele para comunicar seus textos sagrados e instruções pessoais. O termo taoista zhenren tem muitas traduções, como "Pessoa Real", "Pessoa Autêntica", "Pessoa Verdadeira", "Pessoa Aperfeiçoada" e "Aperfeiçoado". As visões foram ditadas apenas para Yang, mas ele foi orientado a transcrevê-las para transmissão a Xu Mi e Xu Hui, que fariam cópias adicionais. As revelações incluíam jing (經, Escrituras), várias zhuan (傳, Hagiografias) do Aperfeiçoado e jue (訣, Instruções) suplementares sobre a compreensão e o emprego dos textos. Os primeiros leitores desses textos revelados ficaram impressionados tanto pelo estilo literário erudito do verso extático quanto pela caligrafia artística de Yang Xi e Xu Hui. Os textos datados dos registros originais de Mao Shan terminam em 370, após o que não há mais evidências históricas dos princípios.
Quando o ancião Xu morreu em 376, o filho de Xu mais novo, Xu Huangmin (許黄民, 361–429), passou vários anos compilando todas as escrituras transcritas de Yang-Xu, talismãs e registros secretos. Ele posteriormente distribuiu cópias entre seus amigos e parentes.
Embora nenhuma cópia autografada da famosa caligrafia de Yang Xi tenha sobrevivido, uma versão bem documentada de fricção de pedra da revelada Huangting jing (黃庭經, "Escritura da Corte Amarela") recebeu atenção especial. O conhecedor e crítico da dinastia Song Mi Fu (1051–1107) analisou quatro manuscritos do Huangting jing e disse que o melhor foi escrito em um rolo de seda com uma proveniência que ele rastreou até o início do século VIII. Mi discordou de um ex-proprietário Tao Gu (陶穀, 903–970) que disse que Wang Xizhi escreveu o manuscrito e concluiu que era um excelente exemplo de caligrafia do período das Seis Dinastias. O calígrafo e pintor da dinastia Ming Dong Qichang (1555–1636) ficou tão impressionado com o manuscrito Mi Fu que fez uma cópia, recomendou-o como o melhor modelo para estudar a escrita kaishu e o incluiu como o primeiro exemplo em seu clássico Xihong tang fatie (戲鴻堂法帖, "Compêndio de Caligrafia do Salão do Ganso Brincalhão"). O cólofon de Dong atribuiu a caligrafia ao próprio Yang Xi e a descreveu como "os traços de um santo imortal". Ledderose chama a atribuição de Dong a Yang "extremamente otimista".

## Revelações deShangqing

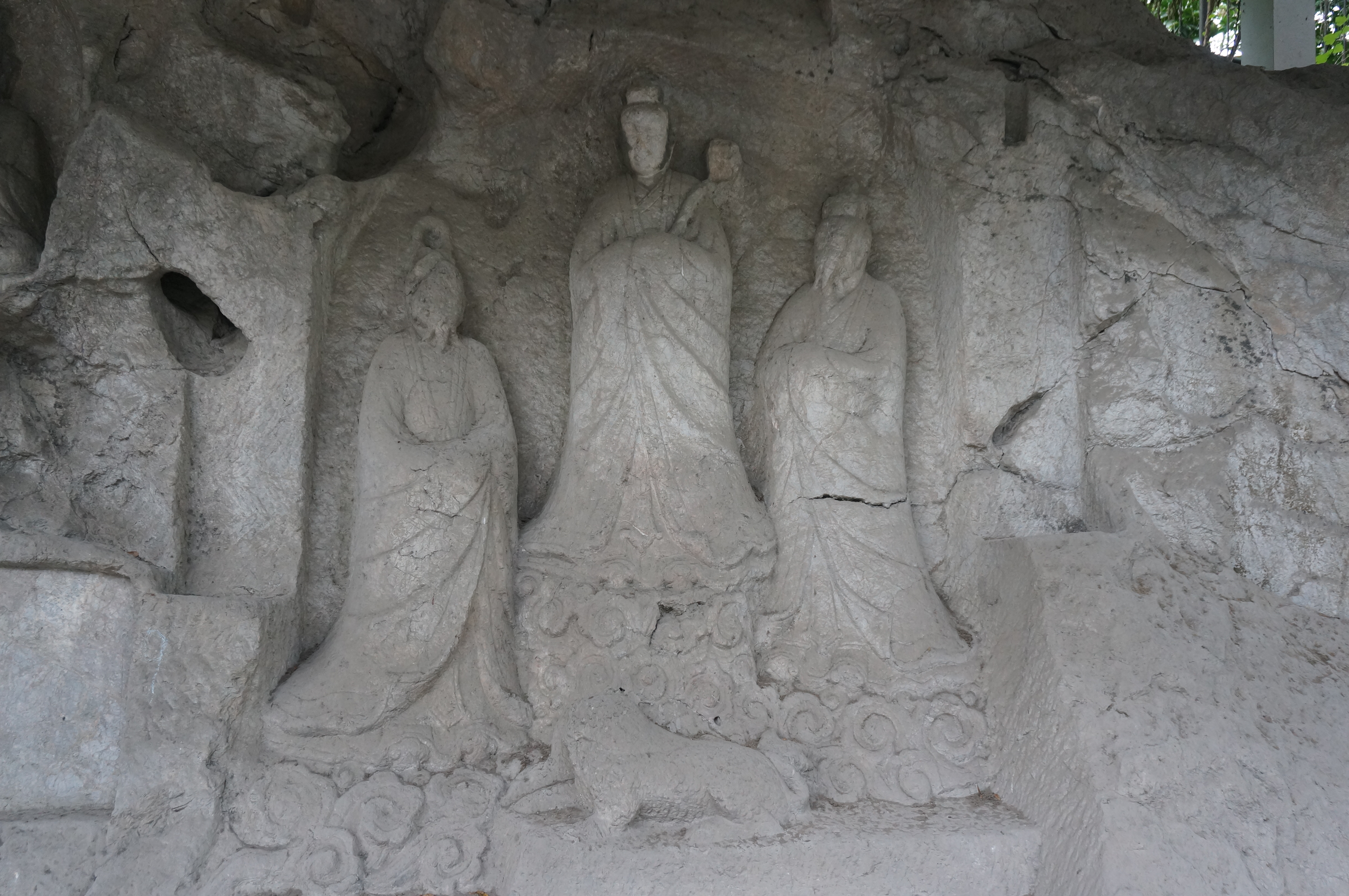
Estátuas dos Três Senhores Mao (Mao Ying 茅盈, Mao Gu 茅固 e Mao Zhong 茅衷), Tongxuan Taoist Temple, Hangzhou

De acordo com a tradição da Escola Shangqing, as revelações fundamentais de Maoshan ou Shangqing foram ditadas por um grupo de cerca de duas dúzias de zhenren (Aperfeiçoados) taoístas do Céu da Clareza Superior (Shangqing). Elas foram reveladas pela primeira vez em 288 à Dama Wei Huacun, uma adepta do Caminho dos Mestres Celestiais proficiente em técnicas de meditação taoista; e depois para Yang Xi de 364 a 370. Tao Hongjing compilou e redigiu esses textos de revelação transcritos de 490 a 499, constituindo as escrituras de Shangqing que formaram a base das crenças da escola em novas formas baseadas em visualização e meditação para alcançar a imortalidade. "O mundo da meditação nesta tradição é incomparavelmente rico e colorido, com deuses, imortais, energias corporais e brotos cósmicos disputando a atenção do adepto".
Yang anotou o conteúdo de cada visão em versos extáticos, registrando a data junto com o nome e a descrição de cada Aperfeiçoado. O propósito das revelações era estabelecer uma nova fé sincrética que alegava ser superior a todas as tradições taoístas anteriores.
O Zhen'gao registra que as visitas de Yang Xi começaram no 11º mês de 359 e continuaram a uma taxa de cerca de seis vezes por mês até 370. As donzelas celestiais que visitavam Yang Xi à noite "nunca escrevem por elas mesmas, nem com as mãos nem com os pés", mas, em vez disso, pegavam sua mão e o envolviam em um "relacionamento sublime" enquanto ele transcrevia os textos sagrados. No Zhen'gao é afirmado: "Se espíritos perfeitos e divinos descem a uma pessoa impura do mundo, eles não estão mais agindo ou escrevendo com seus próprios pés e mãos. Como acima e abaixo estão tão distantes um do outro, como seus traços [escritos] podem ser verdadeiramente visíveis [para humanos]?".
Yang Xi não era apenas conduto das revelações escriturísticas, mas também transmitia perguntas nas sessões em nome de seus patrões, amigos e familiares, sobre doenças, localizações de falecidos e adivinhação de fortunas pessoais. Registros parciais dessas sessões, além de anotações do diário de Yang Xi, formam o corpo principal das Declarações dos Aperfeiçoados.
Os Aperfeiçoados que apareceram para Yang Xi constituíram três grupos. Os primeiros foram os sábios iniciais do movimento Shangqing. Os três irmãos Mao Ying (茅盈), Mao Gu (茅固) e Mao Zhong (茅衷), referidos como os Três Senhores Mao (三茅真君), supostamente viveram no século II a.C. A própria Wei Huacun estava entre os Aperfeiçoados, e ela se tornou a xuanshi (玄師, "Professora no Mundo Invisível" ou "mestre sutil") de Yang. Outro exemplo notável é o lendário xian transcendente Zhou Yishan (周義山, n. 80 a.C.). O segundo grupo inclui a noiva de Yang Xi, a Consorte Aperfeiçoada An (安妃) e seus pais mitológicos Mestre Pinheiro Vermelho e Dama Li (李夫人). O terceiro são as filhas da Rainha Mãe do Oeste, como a Senhora da Tenuidade Roxa (紫微夫人) que serviu como casamenteira entre Yang Xi e a Consorte An.
Yang Xi registrou seu noivado e casamento com a Aperfeiçoada An. Isso revela uma adaptação de Yang Xi entre a tradição xamanística do sul e a crença dos Mestres Celestes. Tal prática é uma reminiscência do "casamento de espíritos", como aparece por exemplo nas poesias líricas Chu Ci, em que xamãs, tanto homens quanto mulheres, relatam seus encontros, viagens celestes e relações sexuais com espíritos da natureza, e a saudade de quando eles vão embora. Ao mesmo tempo, essa passagem das Declarações dos Aperfeiçoados é também uma rejeição dos ritos sexuais entre parceiros humanos feitos pelos praticantes da escola dos Mestres Celestiais. No "casamento de espírito" do Shangqing, a descrição de Yang Xi é mais erótica do que explícita e se assemelha ao êxtase de visionários como Teresa D'Ávila, Bernardo de Claraval e outros místicos, pois ele nega que haja ato sexual, e, apesar de haver fusão entre espíritos corpóreos, como estes são celestes não há traços de relação sexual humana. Yang Xi é a favor da preservação das essências vitais, valorizando o celibato e apresentando no livro a justificativa de que seu casamento de espírito servia para acalmar "as preocupações [dos Aperfeiçoados] de que [ele] irá ferir ou esgotar [suas] forças espirituais". Essa união espiritual é distintamente chamada por Yang de "acasalamento dos espíritos refulgentes" (oujing).

Posteriormente, a doutrina de Yang Xi influiu sobre o casamento terreno, sendo exigidas as aprovações de sua Aperfeiçoada instrutora Dama do Monte Sul e da Consorte An para chancelar uma combinação casamenteira. Como oficiante em cerimônias, Yang Xi era admoestado pela deusa a se preservar abandonando o sexo mundano e a se tornar perfeito. Ele assumia um papel feminino no casamento de espírito, pois a austera deusa do Shangqing tomara iniciativa em visitá-lo em sua câmara meditativa, dar-lhe presentes de noivado e tocar em sua mão no primeiro encontro, o que era tradicionalmente realizado pelo noivo. Tal qual uma noiva, Yang Xi também deveria aguardar para se reunir a ela em sua morada entre as estrelas. Nas Declarações dos Aperfeiçoados, é narrado o diálogo que Yang Xi teve com sua noiva espiritual pela primeira vez em visão, e a proposta de noivado oferecida pela Consorte An, que o busca por vontade própria:
"É só que eu capto o cerne das coisas e assim aproveitei esta rara oportunidade, respondendo assim aos ritmos cósmicos e destino numerológico. Ao rebaixar meus refulgentes espíritos corpóreos na poeira e evanescência de teu mundo, eu os lancei como dragões para mergulhar abaixo. Isso foi feito expressamente para invocar a mim o homem que persegue o misterioso e buscar com ele uma associação em que eu pudesse obter uma contrapartida adequada. Nós nos reunimos por causa da predestinação. (...) Se, a partir deste momento em que nos encontramos para alcançar o Caminho, prendemos o interior e o exterior tão firmemente quanto metal ou pedra, entrelaçando nossas emoções em afeição partilhada e unindo nossos corações dentro das cortinas da cama, então que necessidade há de abraçar sob as colchas? Se fôssemos nos engajar em um contato tão sem sentido, não iria apenas contaminar teus espíritos corpóreos, prejudicar tuas almas-nuvens e dar rédea solta às tuas almas-brancas? (...) Se tu, nobre senhor, apenas cumprires o destino e consentires a este casamento, certamente eu não irei recusar. Além disso, tu não deves virar as costas para o verdadeiro e o invisível apenas para dar rédea solta às tuas emoções humanas mais básicas"
"Então ela me deu a seguinte escrita:
'Deves dissolver tuas preocupações em pureza perfumada e deixar teu coração brilhar em nossa união de partes. Só então desfrutaremos de uma intimidade constante em piedade e clareza, de modo que nossas potências ocultas e refulgências fluidas se unam adequadamente. Para nossas alegres reuniões, deves arrumar teu cabelo. Amarra-o alto de acordo com as propriedades. Tu, nobre senhor, és elevado e de uma espiritualidade deslumbrante. Limpa todas as outras obstruções e esquece os caminhos básicos do mundo.'

Quando terminou de falar, ela agarrou minha mão e desceu da plataforma da cama. Antes mesmo de chegar à porta, ela desapareceu de repente."
Alguns textos que os Aperfeiçoados concederam a Yang foram versões modificadas ou corrigidas de textos existentes. Por exemplo, uma nova versão do Huangting jing (黃庭經, "Escritura da Corte Amarela") foi uma substituição corrigida do texto pelo mesmo nome que foi dado a Wei Huacun junto com trinta outros textos revelados. A nova versão de Yang do Huangting jing foi chamada de Neijing jing (内景經, "Livro das Refulgências Internas") em contraste com a versão mais antiga chamada de Waijing jing (外景經, "Livro das Refulgências Exteriores"). Os Aperfeiçoados também ditaram a Yang uma versão mais taoista do Sutra de Quarenta e Dois Capítulos, que se acredita ter sido a primeira escritura budista traduzida para o chinês.
O Dadong zhenjing (大洞真經, "Escritura da Grande Caverna") também foi ditado a Yang. Embora existam fragmentos anteriores, o texto completo mais antigo existente, conhecido como Shangqing dadong zhenjing ("Escritura Perfeita da Grande Caverna da Clareza mais Alta", 上清大洞真經), foi editado pelo vigésimo terceiro patriarca da Escola Shangqing, Zhu Ziying (朱自英, 974–1029), e compilado no século XIII pelo trigésimo oitavo patriarca, Jiang Zongying (蔣宗瑛, m. 1281).
Enquanto a maioria das revelações de Shangqing foram dirigidas a Yang Xi e à família Xu, algumas foram especificamente para transmissão a seus parentes e amigos. Os prognósticos para os membros da família cobriam questões pessoais, como saúde, doença e longevidade. Outros materiais incluíam várias mensagens e poemas para o importante oficial Qie Yin (郄愔, 313–384), e previsões políticas para o regente em exercício Sima Yu (acima).
A mensagem apocalíptica central transmitida por Yang aos Xus era que eles estavam entre um grupo de pessoas escolhidas destinadas a sobreviver à destruição iminente do mundo e a viver como membros da hierarquia governante dos Aperfeiçoados na nova era. Os três progenitores da seita Shangqing compartilharam com outras seitas contemporâneas a crença em um apocalipse iminente, que foi originalmente profetizado para começar em 392, quando o messiânico Housheng daojun (後聖道君. Senhor Perfeito, Sábio que Há de Vir, identificado como Li Hong) desceria à terra. Depois que isso não ocorreu, Tao recalculou que a devastação viria em 507, e que em 512 o messias desceria para reunir os sobreviventes eleitos.
Os estudiosos descreveram com desdém o conteúdo das revelações de Shangqing como "sincretistas", baseados principalmente em uma leitura superficial do Zhen'gao . Grande parte do conteúdo das visões de Yang parece derivar de uma variedade de fontes mais antigas, taoistas, budistas, acadêmicas e populares, apesar da "homogeneidade resplandecente que elementos originalmente díspares parecem ter adquirido em suas transcrições inspiradas".

## Tao Hongjing
O estudioso taoista, farmacologista e alquimista Tao Hongjing (456–536) foi o redator-editor das revelações básicas de Shangqing e um dos fundadores da Escola Shangqing. A maior parte do que se sabe sobre Yang Xi deriva dos escritos acadêmicos e detalhados de Tao.
Em 483, Tao ficou fascinado com as revelações de Shangqing dadas a Yang Xi mais de um século antes. O mestre taoísta de Tao, Sun Youyue (孫遊岳, 399–489)—que havia sido discípulo de Lu Xiujing (陸修靜, 406–477), o padronizador dos rituais e escrituras da Escola Lingbao—mostrou-lhe alguns fragmentos dos manuscritos textuais originais de Yang Xi e Xu Hui. Tao Hongjing ficou encantado com sua caligrafia e mais tarde escreveu: "Na minha opinião, não é algo que poderia ter sido alcançado apenas pela habilidade. Em vez disso, o Céu conferiu a eles este domínio, para que pudesse levar outros à iluminação". Tao decidiu empreender a tarefa de recuperar tudo o que restava dos manuscritos originais autógrafos de Yang, Xu Mai e Xu Mi. Comparando os manuscritos de Yang e os dois Xus, Tao Hongjing disse, "a caligrafia do Mestre Yang é a mais completa... A razão pela qual sua fama não se espalhou é apenas que sua posição social era baixa e que, além disso, ele foi suprimido pelos Dois Wangs", isto é, seus famosos contemporâneos caligráficos Wang Xizhi e Wang Xianzhi.
Usando a caligrafia como seu principal critério de autenticidade, Tao Hongjing reuniu um corpus substancial de textos autógrafos de Yang e dos Xus, bem como uma série de transcrições escritas por outros sobre as mesmas revelações de Shangqing. Estes incluíam cópias defeituosas ou falsificadas, e "muitas falsificações" já haviam sido produzidas entre os círculos seletos que sabiam das revelações de Shangqing. Na estimativa de Tao, "De todos os manuscritos na caligrafia desses três cavalheiros existentes no momento, há mais de dez [juan卷 "pergaminhos; volumes" de] escrituras individuais e biografias de maior ou menor extensão, principalmente transcrições feitas pelo mais jovem [Xu], e mais de quarenta rolos [卷] de instruções orais ditadas pelos Aperfeiçoados, a maior parte das quais está na mão de Yang."
Tao conhecia dois tipos de manuscritos transcritos por Yang, aqueles escritos em escrita normal e aqueles em escrita cursiva. Primeiro, ele escreveu as versões originais das escrituras reveladas e hagiografias na escrita sanyuan bahui (三元八會, três origens e oito conexões), que era usada apenas por seres celestiais e não prontamente inteligível para os mortais, exceto Yang. Em segundo lugar, ele anotou as instruções orais ditadas pelos Aperfeiçoados em uma rápida escrita cursiva caoshu ou escrita semicursiva xingshu. Toda a escrita do Yang feita ao receber as revelações é apressada e abreviada. Só mais tarde, quando emergiu de seu transe, ele se lembraria das palavras, faria revisões e transcreveria os rascunhos em escrita neoclerical "nova lishu" cuidadosamente escrita, que agora é chamada de escrita regular kaishu.
Tao Hongjing retirou-se para Maoshan em 492 e passou sete anos editando e anotando os manuscritos, com base nas notas de Yang Xi e seus patronos Xu Mai e Xu Mi. Seu empreendimento resultou em duas grandes obras, o Zhen'gao (真誥, "Declarações dos Aperfeiçoados") de c. 499, que se destinava a ampla circulação, e o esotérico de c. 493–514 Dengzhen yinjue (登真隱訣, "Instruções Ocultas para a Ascensão à Perfeição") que fornece aos adeptos de Shangqing orientação para suas práticas. A coleção textual Zhen'gao é dividida em sete livros. Os cinco primeiros contêm principalmente as revelações dos Aperfeiçoados, o sexto inclui cartas e notas escritas por Yang e os próprios Xus, juntamente com comentários detalhados de Tao para esses textos. O sétimo livro é o posfácio editorial de Tao, compreendendo uma genealogia da família Xu e um relato histórico dos manuscritos Yang-Xu. O Dengzhen yinjue compreende materiais técnicos das Escrituras e Hagiografias dos Aperfeiçoados, bem como de textos revelados incluídos no Zhen'gao. Apenas três dos vinte e quatro capítulos originais ainda existem e descrevem práticas de meditação, técnicas apotropaicas e rituais. Além disso, Tao compôs um comentário à revelação de Yang Xi Jianjing (劍經, "Escritura da Espada"), que está incluída na enciclopédia Taiping Yulan de 983.

O "Relato da Difusão do Corpus Manuscrito Yang-Xu" de Tao Hongjing (Zhen'gao 7) registra um caso notável de cópia não autorizada, "equivalente a uma cleptomania raivosa, embora idealista". Em 404, após a violenta rebelião "taoísta" de Sun En, o filho de Xu Mi, Xu Huangmin (acima), mudou-se para a região de Shan (剡) no leste de Zhejiang, levando consigo a maior parte dos manuscritos originais revelados por Shangqing. Xu deu os textos hereditários a seus anfitriões, Ma Lang 馬郎 e Du Daoju 杜道鞠, por segurança. No entanto, eram praticantes do Caminho dos Mestres Celestiais que apenas guardavam as escrituras, sem saber a maneira correta de praticá-las. A história envolve um talentoso estudioso chamado Wang Lingqi (王靈期) que tinha inveja da grande influência e riqueza que Ge Chaofu obteve ao produzir as Escrituras da Escola Lingbao, e queria espalhar as revelações de Shangqing ao público. Wang pediu a Xu Huangmin que lhe desse os textos, mas foi recusado. Seguindo o teste tradicional da sinceridade de um discípulo, Wang então "ficou na geada e na neve até quase lhe custar a vida", após o que Xu, que se comoveu com a extensão de sua devoção, permitiu que Wang copiasse as revelações. Tao escreve que
"Tendo obtido as Escrituras, Wang voltou para casa pulando de alegria. No entanto, após a devida consideração, ele percebeu que não serviria para publicar no exterior sua doutrina mais excelente 至法, e que (a forma de) seus ditos convincentes 要言 não se prestaria a ampla difusão. Portanto, ele se atreveu a fazer acréscimos e exclusões e embelezou o estilo. Tomando os títulos (das escrituras) nas Vidas de (Senhor) Wang e (a Senhora) Wei como base, ele começou a fabricar obras para fornecer essas listas. Além disso, ele aumentou as taxas para transmissão, para que seu [Dao] fosse mais digno de respeito. Havia ao todo mais de cinquenta dessas obras. Quando os ávidos e ambiciosos souberam dessa grande riqueza de material, vieram um após o outro para honrá-lo e recebê-las. Uma vez que a transmissão e a transcrição se espalharam, o galho e suas folhas se misturaram. Novos e antigos foram misturados indiscriminadamente, de modo que diferenciá-los não é tarefa fácil. A menos que alguém já tenha visto as Escrituras dos Aperfeiçoados, é realmente difícil julgar com certeza."
Esta descrição de Wang Lingqi aumentar de forma desviante as "taxas de transmissão” se refere à tradição de Shangqing de que nenhum dos textos revelados de Yang Xi poderia ser transmitido sem o destinatário jurar segredo e pagar quantidades predeterminadas de metal precioso e seda. Em certo sentido, cada um dos textos de Yang e Wang "tinha seu próprio preço". Por exemplo, compare um dos textos revelados de Yang com uma das imitações de Wang. O autêntico 364 ou 365 Basu zhenjing de Yang Xi (八素真經, "Verdadeiro Clássico das Oito Purezas") contém dois rituais para absorver o qi benéfico dos Cinco Planetas. Para receber o primeiro, o discípulo deve entregar ao mestre transmissor quarenta pés de fina seda branca e dois anéis de prata; e para o segundo ritual, ele deve fornecer trinta e dois pés de seda azul, "como uma garantia de que ele não a revelará, até o fim de sua vida, até que todo o sangue tenha desaparecido de seu corpo". O falso Taishang shenhu yujing de Wang Lingqi (太上神虎玉經, "Escritura de Jade do Altíssimo sobre o Tigre Espiritual") lista as taxas para copiar como "dez onças do melhor ouro: como uma promessa aos espíritos, noventa pés de seda brocada: para entrar em um contrato com os Nove Céus, e trinta pés de seda azul: para amarrar seu coração por juramento".
Nas crenças tradicionais de Shangqing, qualquer discípulo que recebesse um documento revelado por meio de transmissão autorizada havia entrado em "um contrato vinculado com os poderes do alto" e investido em "uma espécie de segurança celestial". Após a morte, o discípulo entraria no Mundo Invisível portando prova documental que certificava a compra de um posto oficial póstumo entre os Aperfeiçoados. Além disso, o simples ato de transmissão textual fazia de cada destinatário um mestre em potencial, segundo a fórmula clássica de que "Aquele que transmite uma escritura torna-se um Mestre". Isso criou uma comunidade estendida de taoistas de Shangqing ligados uns aos outros em relacionamentos mestre-discípulo sobrepostos por meio de juramentos que apoiavam a transmissão de textos sagrados, "a posse dos quais conferia identidade e autoridade".
Lothar Ledderose explica os problemas únicos de "autenticidade" na transmissão dos manuscritos de Maoshan.
"A autenticidade não era simplesmente uma questão de fato (como normalmente se considera no Ocidente), mas sim uma questão de grau. O místico Yang Hsi imediatamente copiou sua própria caligrafia quando acordou de seu transe, e essas cópias, por sua vez, foram copiadas pelos dois Hsus. Mas mesmo os escritos de transe de Yang, em certo sentido, podem ser chamados de cópias, cópias de textos sobrenaturais que existiam em um nível primordial. Como tal, eles não eram legíveis por mortais comuns e, portanto, tiveram que ser transcritos por Yang em uma escrita deste mundo. Assim, não existe uma única peça manuscrita em contraste com a qual todas as outras versões seriam cópias ou falsificações. Em vez disso, há uma cadeia de cópias cujos inícios estão escondidos na obscuridade. O que importa não é tanto a autenticidade de um único pergaminho, mas a autenticidade da cadeia de cópias."

## Vidente maconheiro
Yang Xi era um usuário regular de maconha, de acordo com Joseph Needham e seus colaboradores de Science and Civilisation in China, Ho Ping-Yü, Lu Gwei-Djen e Nathan Sivin. Eles concluem que ele foi "ajudado quase certamente pela cannabis" ao escrever as revelações de Shangqing.
O texto revelado de Yang Xi Maojun zhuan (茅君傳, "Vida do Senhor Mao") diz que um elixir da imortalidade, o sirui dan de 24 ingredientes (四蕊丹, "Quádruplo Elixir Floreado"), que inclui os 14 ingredientes em langgan huadan (琅玕華丹, "Elixir Eflorescência de Langgan") pode ser tomado regularmente em uma mistura de suco de cânhamo, produzindo sensações alucinatórias. "Uma dosagem diária permitia dividir seu corpo e se tornar dez mil homens, e cavalgar pelo ar". Tao Hongjing registra ter visto uma cópia da fórmula da poção de suco de cânhamo na caligrafia de Hsu Mi.
As propriedades alucinógenas da cannabis eram de conhecimento comum nos círculos médicos e taoistas chineses por dois milênios ou mais. O Shennong bencao (c. século I a.C.) chama "flores/botões de cannabis" de mafen (麻蕡) ou mabo (麻勃) e diz: "Tomar muito faz as pessoas verem demônios e se jogarem como maníacos. Mas se a pessoa tomar por um longo período de tempo, pode se comunicar com os espíritos, e seu corpo se torna leve". Um trabalho médico taoista do século VI, o Wuzangjing (五臟經, "Clássico das Cinco Vísceras") diz: "Se você deseja ordenar que aparições demoníacas se apresentem, você deve comer constantemente as inflorescências da planta de cânhamo".
O Zhen'gao dá prescrições alquímicas para ganhar poder visionário, e Yang Xi descreve suas próprias reações ao usar o Chushenwan (初神丸, "Pílula de Maravilhas Incipientes") que contém muita cannabis. Ambos Yang e Xu Mi estavam tomando regularmente pílulas de cannabis Chushenwan que deveriam melhorar a saúde eliminando o Sanshi (三尸, "Três Cadáveres") do corpo, mas que também aparentemente trouxeram "suscetibilidade visionária". Em uma carta para Xu Mi, Yang Xi perguntou se ele havia começado a tomar as pílulas. De sua própria experiência, Yang escreveu no Zhen'gao: "Eu as tomo regularmente todos os dias, do lote que obtive anteriormente. Eu realmente não notei nenhum sinal especial, exceto, no início, por seis ou sete dias, senti uma sensação de calor no meu cérebro e meu estômago estava bastante borbulhante. Desde então não houve outros sinais, e imagino que eles devem estar lidando com o problema aos poucos".
Além de editar o cânone oficial de Shangqing, o farmacologista taoísta Tao Hongjing também escreveu o Mingyi bielu (名醫別錄, "Registros Suplementares de Médicos Famosos") (c. 510) que registra: "Sementes de cânhamo ([mabo] 麻勃 " flores de cannabis") são muito pouco usadas na medicina, mas os magos-técnicos ([shujia] 術家) dizem que se alguém as consumir com ginseng dará um conhecimento sobrenatural de eventos no futuro".
Alguns taoistas primitivos usavam incensários rituais para o uso religioso e espiritual da cannabis. A enciclopédia taoísta Wushang Biyao (無上秘要, "Essenciais Secretos Supremos") (c. 570) registrou que a cannabis era adicionada em queimadores de incenso rituais. Os antigos taoistas "experimentavam sistematicamente com fumaças alucinógenas, usando técnicas que surgiram diretamente da observância litúrgica".
O Yuanshi shangzhen zhongxian ji (元始上真眾仙記, "Registros das Assembleias dos Imortais Aperfeiçoados") (século V–VI), que é atribuído a Ge Hong (283–343), refere-se aos fundadores de Shangqing usando qīngxiang (清香), "fragrância delicada; incenso purificador"). "Para quem começa a praticar o Tao não é necessário ir para as montanhas. … Alguns com incenso purificador e aspersão e varredura também são capazes de invocar os Imortais Aperfeiçoados. Os seguidores da Dama Wei [Huacun] e de [Xu Mi] são desse tipo." Needham e Lu dizem: "Para essas experiências 'psicodélicas' no antigo taoismo, uma sala fechada teria sido necessária". Nomeadamente, o oratório taoísta jìngshì (靜室, "Câmara Silenciosa"), que as descrições mais antigas representam como quase vazio, exceto por um queimador de incenso.